# マツモトシェイブアイス
マツモトシェイブアイス（英: Matsumoto Shave Ice）は、アメリカ合衆国ハワイ州オアフ島のハレイワにある食料雑貨店「M.Matsumoto Grocery Store」で提供するかき氷（シェイブアイス）。

## 概要
ハワイ島ホノム出身の日系アメリカ人のマモル・マツモト（松本守）が、オアフ島のハレイワに1951年2月に開業した食料雑貨店「M.Matsumoto Grocery Store」で、日本から取り寄せた氷削機で作った虹色にシロップで色づけをしたかき氷（シェイブアイス）を提供するようになった。
1960年代以降はシェイブアイスを求める客で1年中行列ができるほどの人気店となったため、食料雑貨よりもシェイブアイスと、1970年代から発売しているオリジナルのTシャツなどの衣料品、土産物の販売がメインとなっている。現在ではハワイ州内のみならず世界的な知名度を得るようになった。

## データ
- 所在地：66-087 Kamehameha Highway. Haleiwa, Hawaii
- 開店時間：9：00-18：00